# Bioindicateur
«  Bio-indication » redirige ici. Pour les autres significations, voir Indication.
«  Indicateur biologique » redirige ici. Pour les autres significations, voir Indicateur et Biologique.
Ne doit pas être confondu avec Marqueur biologique ou Biointégrateur.

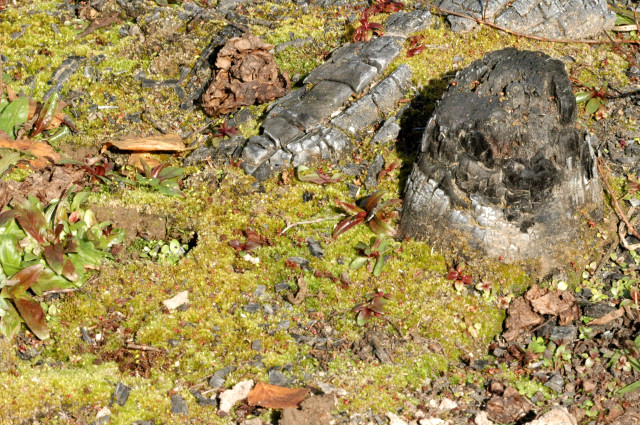
La funaire hygromètre, appelée aussi « mousse de feu » ou « Funaire charbonnière », est une espèce indicatrice de place à feu (feu de camp, brûlage de débris).

Un bioindicateur (ou bio-indicateur ou indicateur biologique) est un organisme (espèce végétale, fongique, animale ou bactérienne) ou un groupe d'organismes dont la présence ou l'état renseigne sur certaines caractéristiques écologiques (c'est-à-dire physico-chimiques, pédologiques, microclimatiques, biologiques ou fonctionnelle) d'un écosystème ou sur l'incidence de modifications naturelles (par exemple, épisode de sècheresse) ou provoquées (par exemple, pollution chimique).
On distingue plusieurs grands types de bioindicateurs en fonction des objectifs poursuivis :
- les bioindicateurs de diagnostic permettent de mesurer des modifications liées aux activités humaines, et de les comparer à des situations de référence dans des écosystèmes peu perturbés ;
- les bioindicateurs d'objectifs qui comme leur nom l'indique permettent de juger si les objectifs fixés ont été atteints. Ils intègrent si possible plusieurs caractéristiques du milieu et doivent être « socialement » pertinents de manière à être compris facilement par le public, les politiques et les gestionnaires ;
- les bioindicateurs d'exposition (ou d'alerte). Il s'agit essentiellement d'indicateurs écotoxicologiques révélant l'existence de processus de contamination de l'environnement, avant que des effets plus graves ne se manifestent au niveau de l'écosystème. À l'échelle des individus, des biomarqueurs sont développés pour identifier la nature de la perturbation.

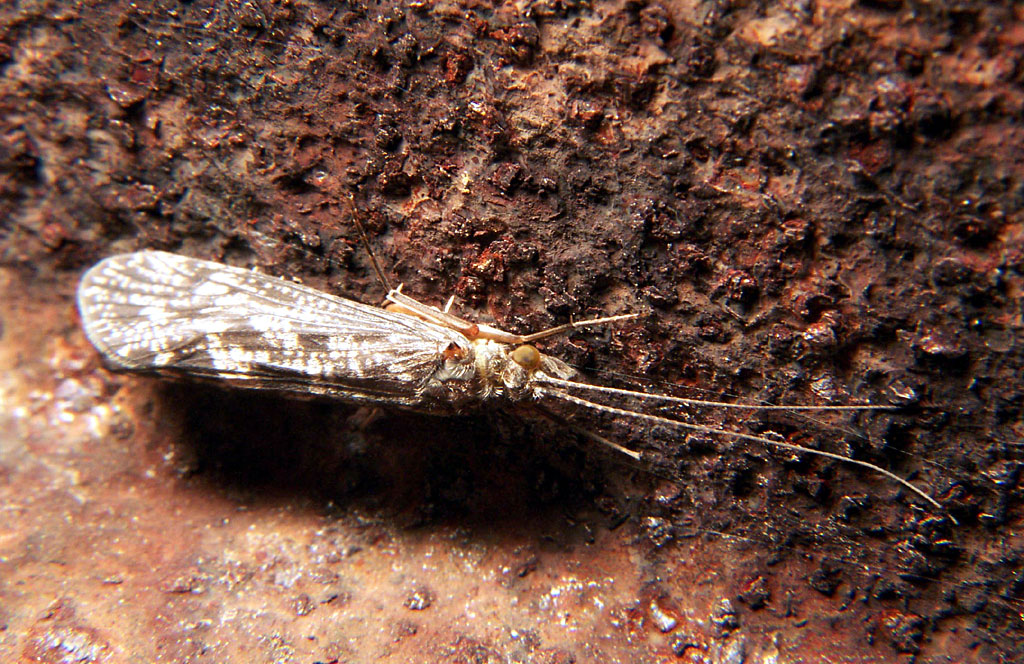
Les trichoptères (larves, adultes) font partie des indicateurs de bonne qualité des eaux douces. Ils sont utilisés pour mesurer le chemin à parcourir pour atteindre le « bon état écologique » demandé pour 2015 par la directive-cadre sur l'eau.

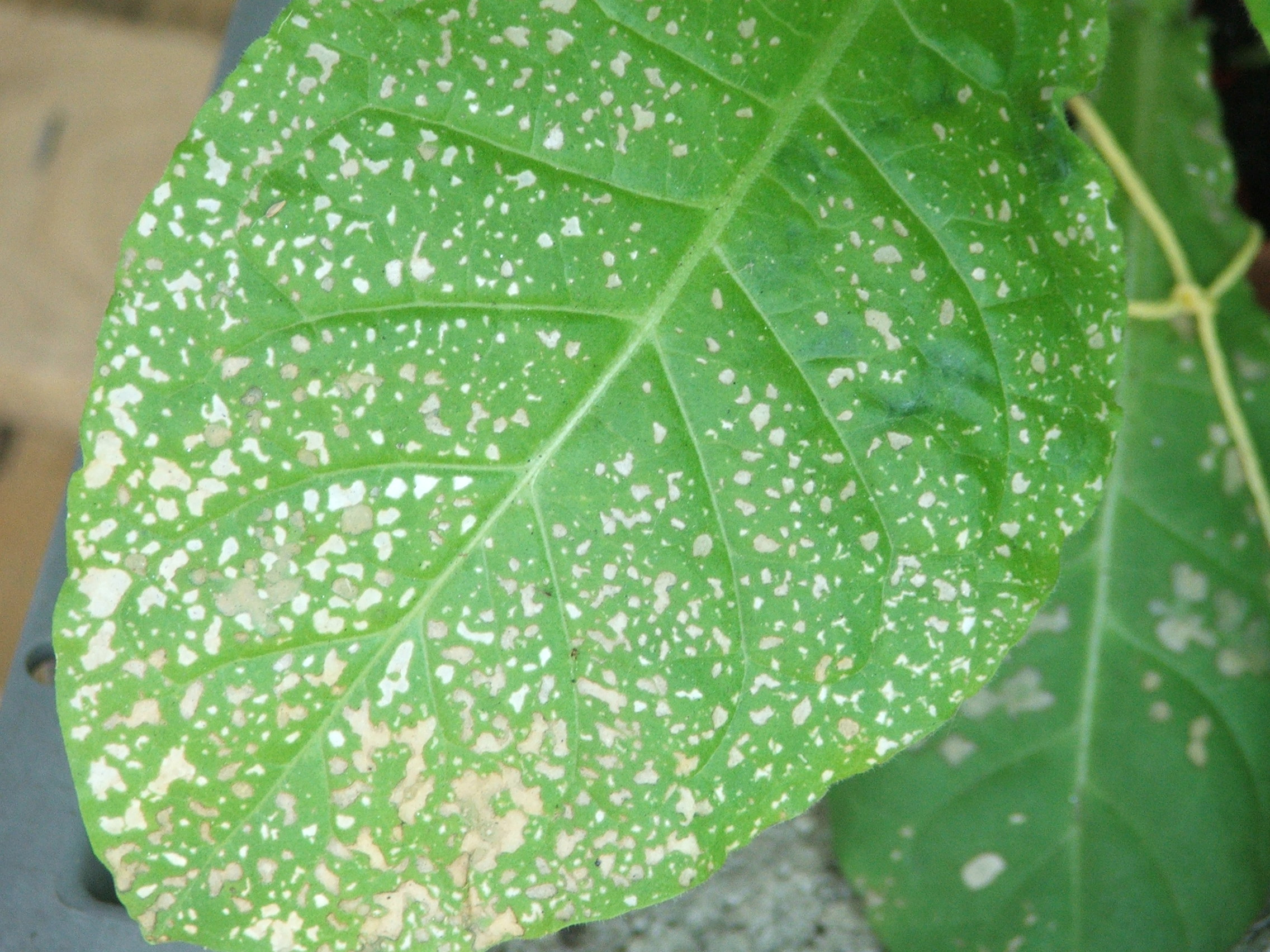
Feuille de plant de tabac utilisé comme espèce sentinelle de la pollution urbaine, industrielle ou routière. Ici nécrose par une pollution à l'ozone troposphérique.

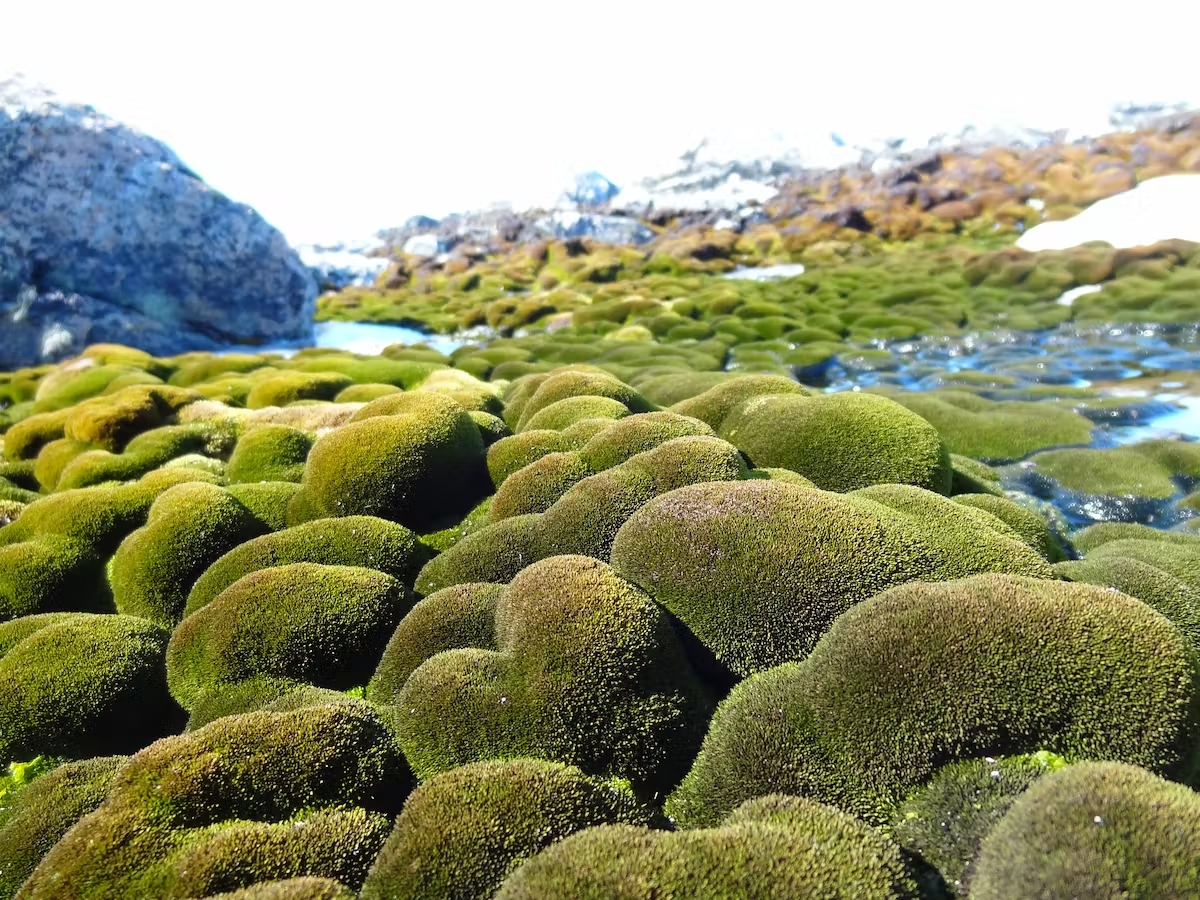
Développement exponentiel, dans la péninsule Nord du continent Antarctique, de bancs de mousse (Ceratodon purpureus, Bryum pseudotriquetrum, ' et ', espèces plus tolérantes à la dessiccation et qui remplacent la mousse endémique '), espèces bioindicatrices du réchauffement climatique qui conduit à un verdissement des pôles,.

## Différences entre espèces bioindicatrices et espèces sentinelles
Les notions d'espèces sentinelle et d'espèce bioindicatrice sont très voisines et procèdent de la même idée. Elles présentent cependant deux différences liées au niveau d'organisation biologique étudié et aux objectifs poursuivis dans leur utilisation : 
- les espèces bioindicatrices renseignent sur les modifications de l'écosystème par leur présence, leur absence et leur abondance, c'est-à-dire par leur dynamique des populations[5]. Les espèces sentinelles quant à elles, renseignent sur ces mêmes modifications par des changements au niveau moléculaire, cellulaire, physiologique ou comportemental[6], qui révèlent leur exposition à des substances polluantes. Dans le premier cas, l'étude se situe à l'échelle de la population. Dans le second cas, elle se situe à l'échelle de l'individu - tissu, cellule, morphologie, comportement ;
- les espèces bioindicatrices sont utilisées pour connaître un écosystème et sa qualité écologique, et non pas seulement pour mesurer les effets de la pollution. En revanche, les espèces sentinelles sont mobilisées dans le cadre de l'écotoxicologie pour informer sur la pollution environnementale[5].

Ces deux notions sont parfois confondues à juste titre. En fait, certaines espèces bioindicatrices sont d'excellents exemples de « végétaux sentinelles », par exemple les lichens qui servent depuis longtemps à estimer la pollution de l'air par le dioxyde de soufre (SO2) ; par ailleurs, rien n'empêche de rechercher des paramètres au niveau cellulaire ou moléculaire chez des espèces bioindicatrices pour mieux caractériser la qualité du milieu.
Sur le terrain et dans les laboratoires, ces deux catégories d'espèces permettent d'établir un diagnostic environnemental d'un milieu. Elles sont notamment utiles comme moyen d'alerte précoce d'une dégradation du milieu dans lequel elles vivent : par exemple pollution chimique, modification de l'hydrologie ou de la morphologie d'un cours d'eau, ou encore augmentation de la température.

## Quelques repères historiques
L'idée selon laquelle la qualité du paysage et la richesse en certaines espèces végétales ou animales indique une qualité globale de l'environnement n'est pas nouvelle. J. Perrève, ancien procureur du roi et juge, écrivait en 1845 : « La nature a planté sur tous les sites du globe les végétaux propres à la nourriture de ses habitants ; et de la richesse du règne végétal dépendent privativement toutes les existences animales ». Il établissait clairement un lien de dépendance de la faune à la flore.
L'utilisation rationnelle et scientifique de la bioindication est cependant plus récente, avec notamment la bioévaluation environnementale (suivi de l'état de l'environnement, ou de l'efficacité de mesures compensatoires ou restauratoires).
Les premières méthodes rationnelles de bioindication, telle qu'on les pratique aujourd'hui, ont été conçues pour suivre la qualité des écosystèmes aquatiques. En 1902, un premier indice de bioindication basé sur l’affinité ou l’intolérance des êtres vivants vis-à-vis de la pollution organique est élaboré : l’indice saprobie de Kolkwitz et Marson. À l'époque, il fallait faire face aux problèmes de pollution issue des rejets urbains et industriels riches en matières organiques.
Appliquée initialement aux protozoaires, la méthode est élargie dans les années 60 aux diatomées, algues unicellulaires, sensibles à divers types de pollution. C’est au Cemagref (devenu Irstea puis INRAE), et plus particulièrement à Michel Coste, que l’on doit l’indice biologique diatomées (IBD) et l’indice de polluosensibilité spécifique (IPS) mis au point dans les années 80. Ces indices sont avec l’IBGN les plus utilisés en France.
L’IBGN ou indice biologique global normalisé s’applique aux invertébrés d’eau douce. Il est issu des travaux menés sur les indices biotiques en Grande-Bretagne dans les années 60. Les travaux menés au CTGREF (ancêtre du Cemagref) par Verneaux et al. sont à l’origine de l’indice biologique de qualité générale (IBG), puis de sa normalisation en 1982.
Cet indice s’appuie sur la réponse globale des communautés à un ensemble de pressions : pollution organique, altérations morphologiques et hydrologiques, et contamination toxique. Une note de 1 à 20 est attribuée en fonction de l’absence de taxons indicateurs (principalement) et de la richesse taxonomique globale.
L’indice IBGN a ensuite évolué grâce aux travaux menés conjointement par l’université de Metz et le Cemagref. "Un nouveau protocole d’échantillonnage a été conçu, puis appliqué aux stations de référence et de surveillance dans le cadre de la mise en œuvre de la Directive cadre européenne sur l'eau (DCE)", explique Jean-Gabriel Wasson, expert en hydroécologie. "En retour, les données recueillies ont permis de mettre au point, un nouvel indice invertébré intégrant à la fois des informations sur la biodiversité et la structure fonctionnelle".
En 2012, face aux nouvelles exigences de la DCE, notamment en termes de détection des impacts liés aux pressions sur l'hydromorphologie des cours d'eau et à la détection des micropolluants, un nouvel indice multimétrique I2M2 a pris le relais de l'IBGN en France.
Tous ces méthodes basées sur l'observation de bioindicateurs ont été mobilisées dans le cadre de la mise en œuvre de la DCE pour établir un état de référence de la qualité des masses d'eau continentales en France, pour suivre cette qualité dans le temps et pour évaluer l'impact d'opérations de restauration écologique. Chaque pays européen ayant sa batterie d'indicateurs, un exercice d'intercalibration des outils a été mise en œuvre de 2005 à 2012.
En parallèle dans les années 1980, un nouveau concept de bioindication apparaît aux États-Unis. Il consiste à évaluer la qualité des milieux à partir de l’analyse des traits fonctionnels des organismes présents. Quelles sont leurs exigences en termes de température, de courant ? Où se reproduisent-ils et où se nourrissent-ils ? Quelle est leur place dans le réseau trophique ? C’est en partant de ces travaux qu'en France par exemple, un nouvel indice poisson, l’IPR (Indice Poisson Rivière) intégrant des métriques fonctionnelles a vu le jour. Couplé à des modèles statistique, l'outil permet de prédire les populations de poissons présentes dans une rivière en l’absence de toute perturbation humaine. Pour répondre aux exigences de la DCE, il a ainsi été possible de caractériser l’état de référence de tout type de cours d’eau en s’affranchissant de l’expertise et des contraintes de la biogéographie.
Les milieux terrestres sont eux aussi concernés par cette évolution, avec l'avènement de techniques de bioindication intégrant de nouveaux concepts issus de l’écologie fonctionnelle dans les années 2000. Pour Jean Jacques Brun, chercheur en écologie du sol, "on est passé d’une indication qui répertorie les populations et les communautés végétales à une indication qui pointe les processus clés assurant leur maintien dans le milieu. Il s’agit par exemple des processus de reproduction et de multiplication, comme la floraison ou la clonalité".

## Principes: de la molécule à l'écosystème
Le principe de la bioindication, et donc de l'usage de bioindicateurs, se réfère à "la capacité d’organismes ou d’un ensemble d’organismes à révéler par leur présence, leur absence ou leur comportement démographiques les caractéristiques et l’évolution d’un milieu" (Blandin, 1986). Les effets du milieu et de son évolution sur le vivant sont mesurables par le biais de l'observation de divers degrés d'altérations morphologiques, comportementales, tissulaires ou physiologiques (croissance et reproduction), conduisant dans les cas extrêmes à la mort des individus, voire à la disparition d'une population, avec parfois des impacts à l'échelle des écosystèmes.
À leur manière, les jardiniers et les agriculteurs ont recours à des techniques simples de bioindication pour établir un diagnostic de leurs parcelles. Ainsi, la présence d’orties ou de lombrics indiquent respectivement des sols riches en nitrates ou en matières organiques.
En effet, chaque espèce ou groupe d'espèces possède un biotope primaire. On sait par exemple que :
- le mouron des oiseaux pousse plutôt sur des sols équilibrés, alors que l'ambroisie prolifère sur des sols déstructurés ou salés (puisque son biotope primaire est constitué de régions arides où le sol est déstructuré et où le sel remonte souvent) ;
- la petite oseille (Rumex acetosella) indique des sols très pauvres en argile et en humus, très secs, très peu fertiles alors que la grande oseille (Rumex acetosa) indique des sols équilibrés, très fertiles[15] ;
- les lichens sont des bioindicateurs efficaces de certaines pollutions de l'air en forêt ou en ville.

De leur côté, les phytosociologues se sont attachés à décrire et nommer les associations végétales caractéristiques des habitats naturels, offrant un cadre à la bioindication par les végétaux. Faisant le constat qu'il manquait un équivalent pour les plantes alimentaires et médicinales, le botaniste français Gérard Ducerf a entrepris de lister et décrire les plantes bioindicatrices des champs et prairies, pour aider les agriculteurs (ou jardiniers) à évaluer l'état et les caractéristiques de leurs sols, l'histoire de ces sols et leurs besoins et potentialités agroécologiques ; ou encore les conditions de levées de dormance des graines, à partir de l'observation des plantes qui y vivent spontanément.
Les écologues sont également de grands utilisateurs de méthodes de bioindication. Les inventaires floristiques réalisés dans les forêts ou les prairies sont couplés à des analyses du milieu afin de comprendre le fonctionnement de l’écosystème. Il en est de même dans les cours d’eau où la qualité de l’eau et de l’habitat détermine en interaction, la richesse de la faune et de la flore. Les espèces bioindicatrices peuvent en effet livrer des informations sur l'écosystème. Ainsi par exemple la présence de carabes, de diplopodes et de staphylins indique un microclimat édaphique. Dans la forêt de Fontainebleau la faible présence d'espèces épigées est caractéristique des clairières récentes et s'explique par des apports de litière insuffisants. Certaines espèces sont des bioindicatrices de gisements métallifères, comme Buchnera cupricola, qui résiste à de très fortes concentrations de cuivre (voir métallophytes). D'autres indicateurs chercheront à mesurer les effets sur la biodiversité de la gestion (ou non gestion) des milieux naturels; c'est le cas par exemple du bois mort en forêt qui héberge environ 1/3 de la biodiversité entomologique forestière.
Aujourd’hui, les méthodes de bioindication appliquées à des niveaux d’organisation biologique allant de la molécule (notamment par le biais de biomarqueurs moléculaires) à la communauté écologique, permettent d’appréhender la qualité globale des milieux en réponse à toute une gamme d’impacts : contamination toxique, modifications physiques de l’habitat, variation du régime hydraulique, eutrophisation, changement global du climat, etc. Véritables « baromètres vivants » de la qualité des milieux, les indicateurs biologiques sont devenus des outils incontournables pour gérer et suivre l’état des écosystèmes.  

## Propriétés d’un bon bioindicateur
- Il doit être suffisamment (normalement ou anormalement) répandu sur le territoire concerné, y être relativement abondant et si possible facilement détectable.
- Sauf dans le cas où l'on veut mesurer la mobilité d'espèces, il doit être le plus sédentaire possible pour refléter les conditions locales.
- Il doit avoir une taille rendant possible l’étude de ses différents tissus et de leurs composantes (muscles, os, organes dans le cas d'un animal…).
- Il doit tolérer les contaminants avec des effets sub-létaux.
- Il doit survivre hors du milieu naturel et tolérer différentes conditions de laboratoires (pH, température…).
- Une relation entre la concentration en contaminants dans le milieu externe et la concentration dans l’organisme doit exister.

Certains bioindicateurs sont aussi des biointégrateurs ; ils peuvent être doublement utiles dans le cadre de programmes de biosurveillance.

### Le cas des animaux utilisés en épidémiologie
Des animaux peuvent être utilisés pour anticiper les épizooties. Les animaux utilisés peuvent être captifs ou sauvages. Les espèces utilisées doivent satisfaire plusieurs critères pour être utilisables:
- facilité de prélèvement ;
- faible variabilité des réponses immunitaires ;
- tolérance aux espèces vectrices ;
- détectabilité du pathogène avant que les populations à protéger ne soient en danger ;
- dans le cas des espèces captives, non contribution à la propagation du pathogène ;
- dans le cas des espèces sauvages, sédentarité.

Il est également possible d'effectuer des analyses sur les cadavres d'oiseaux.
Cette technique est dotée d'une bonne sensibilité. Ainsi dans le cas de la fièvre du Nil occidental, les sites de sentinelles captives de Camargue ont pu détecter l'activité du virus responsable en 2001 et 2002 alors que celui-ci n'a pas affecté de populations à risque et en 2004, son activité a pu être anticipée avant qu'il n'affecte des chevaux.

## Bioindicateurs de perturbation
Les espèces bioindicatrices permettent de diagnostiquer des modifications environnementales liées à l'activité humaine. On peut citer à titre d'illustrations : la diminution de la population de lombrics à la suite de labours profonds, la diminution du nombre d'araignées dans les zones où retombent des fumées industrielles, ou encore la féminisation des poissons et des invertébrés dans les rivières sous l'effet de perturbateurs endocriniens (comme certains pesticides). L'observation de ces espèces est au cœur des dispositifs de biosurveillance passive (à partir d'organismes dans leur milieu) et/ou active (à partir d'organismes transplantés dans le milieu étudié) mis en place pour surveiller les milieux à forts enjeux comme l'eau et l'air.

### Bio-surveillance de la qualité de l'eau

#### Définition
La bio-surveillance relative à la qualité de l'eau désigne l'utilisation du vivant (organisme ou ensemble d'organismes à tous les niveaux d'organisation biologique moléculaire, biochimique, cellulaire, physiologique, tissulaire, morphologique et écologique) pour surveiller l'évolution, des modifications, des altérations, ou la stabilité de la qualité de l'eau. Elle se réfère à l'utilisation d'espèces bioindicatrices, dont certaines peuvent devenir des espèces sentinelles, notamment pour l'évaluation de la contamination chimique des milieux, par exemple aux micropolluants. Parmi ces espèces à la fois biodindicatrice et sentinelles, on peut citer l'exemple des gammares ou celui des diatomées, illustrés ci-dessous.

#### Bio-surveillance passive et bio-surveillance active
La bio-surveillance passive s'appuie sur l’utilisation d’organismes autochtones. Elle est la première démarche à avoir vu le jour, notamment en milieu marin, avec le Mussel Watch Program en Amérique du Nord dans les années 80. Ce réseau de surveillance bénéficie aujourd’hui de plus de 30 ans d’expérience Toutefois cette approche présente deux contraintes majeurs. Elle impose la présence de l’organisme modèle sur les sites d’étude. De plus, plusieurs facteurs (variabilité du temps d'exposition, histoire de vie de l’organisme modèle, l'âge et la taille des organismes prélevés, leur statut reproducteur) influencent le niveau de contamination mesuré et par conséquent compliquent la comparaison et l’interprétation des résultats de la surveillance. 

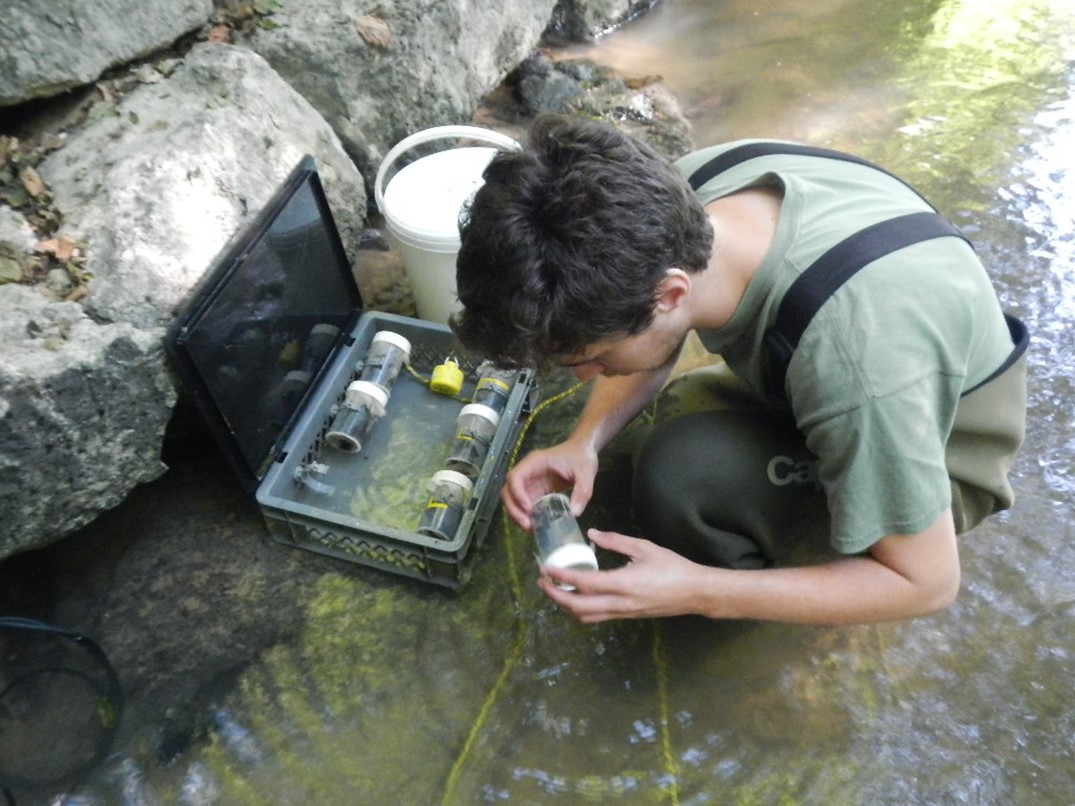
Installation d'individus de taille homogène de Gammarus fossarum dans des chambres d’exposition qui seront installées directement dans la rivière. À l’issue de cette période d’exposition in situ, les organismes sont récupérés et stockés au congélateur en attendant qu’ils soient utilisés pour l’analyse chimique de plusieurs familles de contaminants, notamment les substances prioritaires. Crédit : INRAE

La bio-surveillance active consiste en la transplantation d’espèces dans les milieux aquatiques. Développée plus récemment au début des années 2000, cette approche peut être appliquée même si les stations d'étude sont dépourvues d'organismes autochtones. Elle s'appuie sur l'encagement d’organismes calibrés et provenant d’une unique population source. Cette approche permet de contrôler divers facteurs de confusion abiotiques (temps d’exposition, qualité et quantité de nourriture) et biotiques (origine, taille, sexe, cycle de reproduction, historique d’exposition). Des programmes de biosurveillance active ont été mis en œuvre dans le milieu marin (le réseau Rinbio).
Plus récemment, une telle approche a été menée sur une grande échelle dans les eaux continentales grâce aux travaux menés sur une espèce de crustacé sentinelle, Gammarus fossarum, par les équipes d'écotoxicologie et de chimie d'INRAE avec le soutien de l’Office français de la biodiversité et des Agences de l’eau. Elle permet de qualifier le niveau de contamination biodisponible du milieu pour plus d’une centaine de substances chimiques et d’identifier les substances les plus problématiques. Elle est aujourd’hui, normalisée (AFNOR, XP T90-721), reconnue et utilisée par l’ensemble des agences de l’eau pour la surveillance chimique de masses d’eau. Mise en place à l’échelle nationale depuis 2018, elle représente en mars 2021 plus de 1300 déploiements.

#### Exemples
Pour la biosurveillance des eaux douces, les amphibiens, les odonates, les invertébrés benthiques (dont les assemblages d'oligochètes) mais également les diatomées et les macrophytes sont couramment utilisés pour la bioévaluation de la qualité des zones humides, des eaux et sédiments.

Certains invertébrés benthiques sont de très bons bioindicateurs de la qualité des eaux douces et peuvent aussi spécifiquement être étudiés pour l'évaluation des concentrations en différents métaux, métalloïdes ou de certains polluants organiques (voir par exemple degré saprobie). Il est alors important de déterminer la voie d’entrée du contaminant dans l’organisme. Les individus peuvent absorber les toxines à partir de l’eau directement via leurs branchies et/ou à travers l’alimentation par l’ingestion de proies. L’importance relative d’une voie d’entrée varie selon les espèces et les contaminants étudiés et peut être obtenue en soumettant le bioindicateur à différents traitements de présence du contaminant dans l’eau ou les aliments seulement. Le pH du milieu a aussi une grande importance, l'acidification facilitant par exemple la circulation des métaux.

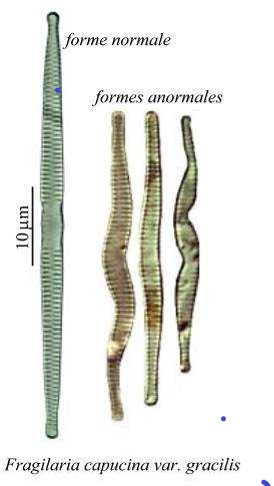
Les diatomées, algues unicellulaires, sont de bonnes indicatrices de la qualité des cours d'eau. Ici, les déformations de leur squelette siliceux indiquent la présence de métaux lourds (cadmium, zinc) dans l'eau. Crédit : INRAE

Dans un organisme, certains organes tels que les reins ou le foie ou le squelette bioaccumulent de manière différentielle les métaux lourds ou d'autres polluants (chez les poissons notamment). Les métaux pénétrant dans un organisme peuvent être absorbés par des métalloprotéines qui détoxifient les milieux cellulaires. Elles sont produites en présence du contaminant et sont à la base du mécanisme de régulation. Les lysosomes et les granules cellulaires peuvent aussi servir à séquestrer ces métaux. Les mécanismes varient selon les bioindicateurs et les contaminants étudiés. Les plus récentes études permettent de connaître la partition subcellulaire des métaux dans un tissu particulier (foie, branchies, intestins), autant de données qui apportent des informations sur la nature des polluants d'un milieu et sur la durée et le degré d'exposition à ces polluants pour les espèces d'un écosystème donné. La présence de mutations, plaies, parasitoses ou dégénérescences apportent des informations complémentaires qui intéressent aussi l'écotoxicologue et l'écologue.
Les mollusques sont aussi largement utilisés comme bioindicateurs, que ce soit pour les milieux d'eau douce ou les milieux marins côtiers. La structure de leur population, leur physiologie, leur comportement et les niveaux d'accumulation de différents contaminants dans leurs tissus peuvent donner des informations très importantes sur l'état de santé d'un milieu et son niveau de contamination. Ils sont particulièrement utiles car ils sont sessiles et donc caractéristiques du lieu où on les trouve ou on les implante. Parmi les applications les plus connues, on peut citer l'imposex, le Mussel Watch Programme américain et plus récemment le réseau Rinbio qui sont de bons exemples de ce qu'on peut retrouver aujourd'hui dans différents pays.
Les diatomées, algues microscopiques unicellulaires, identifiables à la forme de leur squelette sont également d'excellentes candidates pour l'évaluation et le suivi de la qualité des eaux continentales. Il existe plus de 7 000 espèces de diatomées dans les eaux douces ou saumâtres. Omniprésentes dans les rivières et les lacs, leurs associations et leur diversité dans un relevé reflètent les conditions environnementales du milieu. Elles apportent des informations complémentaires parfois plus fiables que les analyses chimiques, trop instantanées. Elles sont à l'origine de l’Indice biologique diatomées (IBD), pratique et utilisable partout, mis au point en 1996. Il s’appuie sur 209 espèces et sur leur répartition à l'intérieur de sept classes de qualité d'eau définies à partir de quatorze paramètres physico-chimiques usuels. Cet indice traduit bien les pollutions organiques mesurées par les méthodes classiques. Il est également bien corrélé avec les concentrations en phosphore, qui traduisent le degré d’eutrophisation. Enfin, les communautés de diatomées soumises à de fortes concentrations de pesticides et de métaux lourds, voient leur densité et leur taille diminuer, avec apparition de malformations de leur squelette siliceux.
D'autres travaux scientifiques menés à la fin des années 1990 ont montré les potentialités du biofilm microbien pour évaluer la qualité écotoxicologique et fonctionnelle des cours d’eau exposés à des micropolluants. Ces biofilms, agrégats de bactéries, d’algues et de champignons se développent sur les supports immergés. Ils jouent un rôle prépondérant dans l’écosystème : ils produisent de la matière organique par photosynthèse, ce qui en fait l’un des premiers maillons de la chaîne alimentaire, dégradent la matière organique et recyclent les nutriments. Exposée à une substance toxique, la communauté naturelle d’organismes vivants voit sa structure évoluer au cours du temps : parmi les organismes qui la composent, les plus sensibles à cette substance disparaissent au profit des plus résistants. Cette différence de sensibilité, mesurée via des essais doses‑réponses utilisant divers tests biologiques tels que l’activité respiratoire ou l’activité photosynthétique, renseigne sur le degré de pollution des milieux dans lesquels les différentes communautés ont été prélevées.

### Bio-surveillance de la qualité de l'air

#### Définition
La bio-surveillance relative à la qualité de l'air est l'utilisation d'organismes sensibles à un polluant donné présentant des effets visibles aux échelle microscopique et macroscopique, afin d'évaluer la qualité de l'air. Celle-ci fournit une information semi-quantitative sur la contamination atmosphérique et permet d'apprécier directement les impacts environnementaux des polluants. L'observation d'organismes bioindicateurs complète généralement les dispositifs de mesures automatiques ou orientent les choix de molécules à analyser. De nombreuses espèces végétalessont utilisées à cet effet comme l'illustre les exemples ci-dessous.

#### Exemples

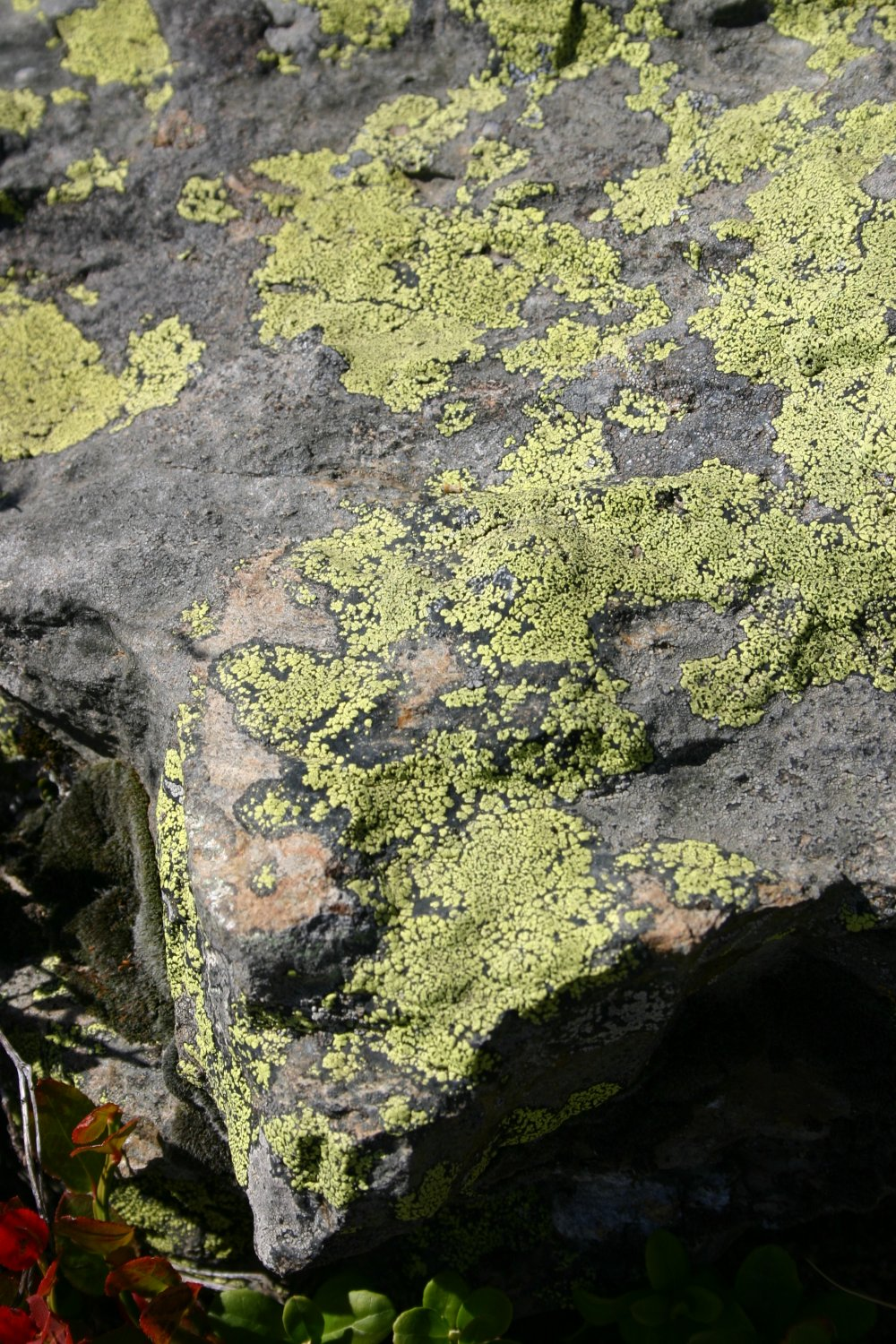
Chaque espèce de lichen a une sensibilité propre à certains polluants et à une certaine dose de ce polluant (SO_{2} par exemple), ce qui leur confère un intérêt particulier

- Les lichens (organismes résultant d'une symbiose algue-champignon) se développent sur divers substrats (sol, écorces, toits, pierres, etc.). Ils réagissent à des doses très faibles de certains polluants (acides notamment), bien avant les animaux et bien avant que les pierres des monuments ne soient dégradées. Chaque espèce de lichen résiste à un taux spécifique de pollution. Quelques espèces profitent d'un enrichissement de l'air en azote. L'observation de populations de lichens permet ainsi de suivre l'évolution de certaines pollutions au fil du temps. En forêt, la disparition des lichens peut indiquer des taux élevés de dioxyde de soufre, la présence de fongicides dans la pluie, ou de polluants à base de soufre et d'azote.
- Les bryophytes (mousses), qui sont des accumulateurs de métaux ou radionucléides, sont utilisés pour la biosurveillance des retombées métalliques ou radioactives en Europe, et pour étudier les niveaux dits de « fond », avec en France le dispositif BRAMM (Biosurveillance des retombées atmosphériques métalliques par les mousses), qui cartographie sur 15 ans au moins les évolutions de teneurs en éléments métalliques et azote en France métropolitaine, en milieu rural et forestier. Quatre campagnes (1996, 2000, 2006 et 2011) ont été menées, sur près de 500 sites de collecte[32]. Une lacune de données pour le nord du pays est due à la régression des mousses utilisées par le protocole. Ce travail complète le réseau Atmo français de surveillance de l'air et s'inscrit dans le dispositif MERA (MEsure des Retombées Atmosphériques) qui est la part française du réseau européen EMEP (suivi des pollutions atmosphériques longue distance et trans-frontières). Il s'inscrit aussi dans un programme européen de suivi des métaux dans les mousses (UNECE-LRTAP) Programme International Concerté (PIC) relatif aux « effets de la pollution atmosphérique sur la végétation naturelle et les cultures » de la Commission économique pour l'Europe des Nations unies dans le cadre de la Convention de Genève[33].
- Le trèfle et le tabac[34]permettent de qualifier et quantifier la teneur de l'air en ozone.
- Les pétunias peuvent servir de bioindicateurs de la quantité d'hydrocarbures dans l'air[35].
- L'abeille est utilisée depuis peu et a fait ses preuves en tant que bioindicateur. Elle butine, se pose sur le sol et boit de l'eau, ce qui lui confère le rôle de témoin de la qualité environnementale globale. Une étude récente sur l'utilisation de l’abeille pour caractériser le niveau de contamination de l’environnement par les xénobiotiques a montré que les abeilles peuvent être utilisées pour caractériser le niveau de contamination de l’environnement et en particulier pour les métaux lourds, les HAP et les PCB. Elles ont également été utilisées lors d'accidents industriels, par exemple lors de l'accident de Tchernobyl, pour détecter la présence de radio-isotopes.

## L'être humain comme bioindicateur
L’homme, le spermatozoïde, la fertilité humaine, la durée moyenne de vie, le taux de cancers (et leur nature) ou le taux d'autres maladies peuvent faire partie des batteries d'indicateurs évaluant l'état de l'environnement.
Ce sont les « intégrateurs naturels » les plus objectifs d'un état environnemental et donc des impacts des activités humaines combinés à d’éventuels aléas « bio-géo-climatiques » naturels, ce qui les rend éventuellement plus facilement contestables. L'avantage est qu'ils traduisent une réalité biologique. Ils peuvent confirmer ou infirmer les indices de performance. L'inconvénient est qu'ils sont parfois frustrants pour l’utilisateur, car s’ils mettent en évidence un problème et ses symptômes, ils n'en désignent pas avec certitude (avant expérience de confirmation) les causes (souvent multiples).
Les bioindicateurs ne sont pas une agrégation d’indicateurs mesurés. Ils intègrent naturellement l’extrême complexité, les synergies et les inerties propres aux écosystèmes.
De nombreux acteurs susceptibles d’être responsables d'une dégradation environnementale nieront donc aisément leur responsabilité. La bioindication est cependant utile ou nécessaire à de nombreux protocoles d'évaluation et parfois à l’application du principe de précaution.
La Commission européenne en 2007, après quatre ans de discussions sur le thème « Santé-Environnement », a validé un projet pilote de biosurveillance chez l'homme.

## Vers une normalisation des protocoles, des matériels et des rendus

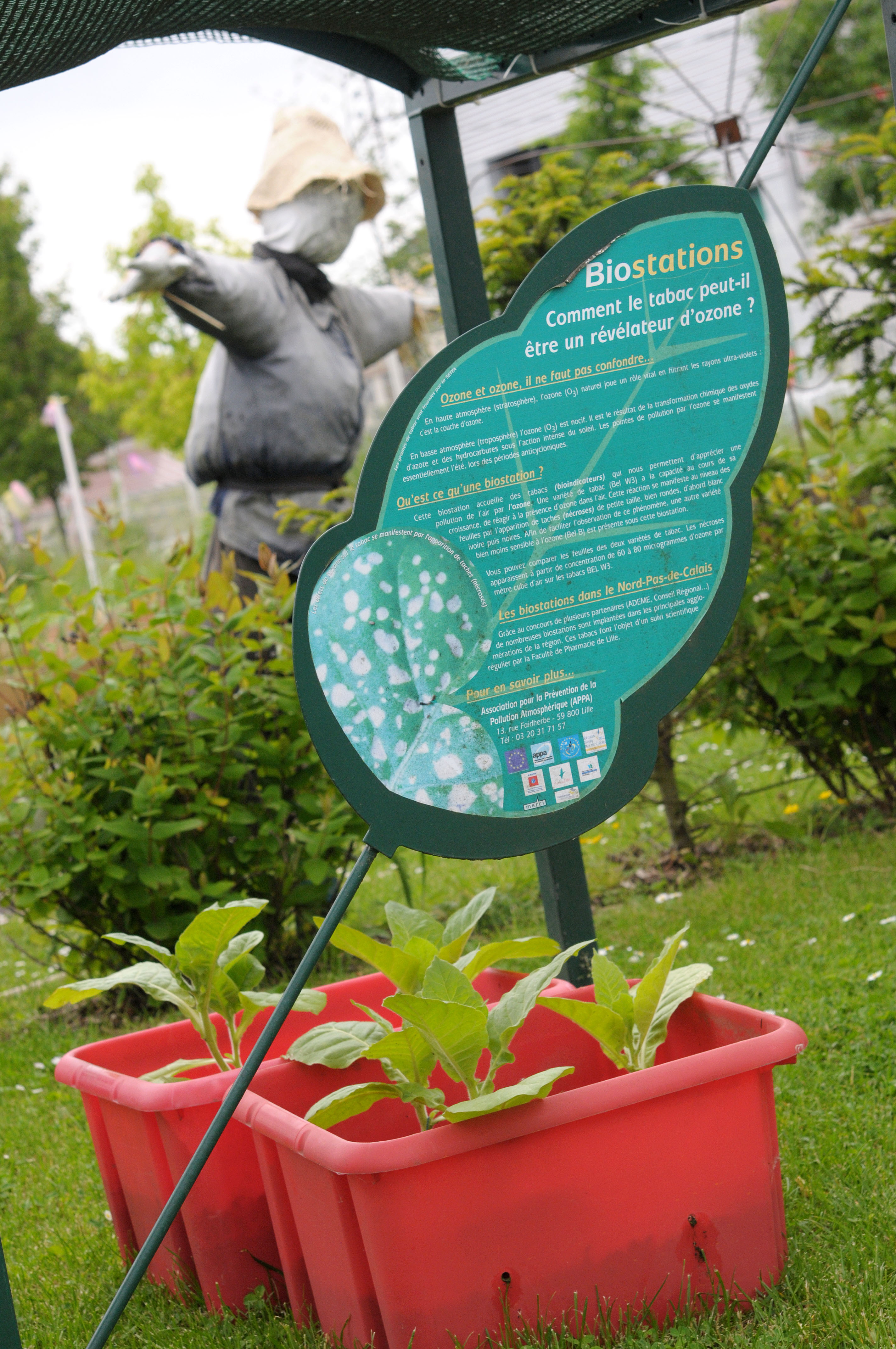
Biostation du "réseau de bioindication de l'ozone par le tabac" (dans l'ex-région Nord-Pas-de-Calais (devenue région Hauts-de-France)

Après un stade de recherche et de validation scientifiques, le développement de l'utilisation de la bioindication par les Associations agréées de surveillance de la qualité de l'air (AASQA) et par les réseaux de vigilance de l'environnement par les industriels, les services de l'état, et le fait qu'elle utilise du matériel vivant pour obtenir des informations (qualitatives et parfois quantitatives) sur l'état de l'environnement amènent les acteurs à produire des protocoles de plus en plus normalisés afin qu'ils soient utiles pour tous, y compris dans des domaines plus récemment explorés tels que la qualité de l'air intérieur, la santé environnementale (biosurveillance humaine) ou l'usage pédagogique de la bioindication.
Pour l'eau, en Europe, le cadre minimal est celui de la DCE, décliné en 2010 en France par un arrêté qui a précisé les méthodes et critères d'évaluation de l’état écologique, de l’état chimique et du potentiel écologique des eaux de surface. Le pilotage de la surveillance de la qualité des milieux aquatiques est depuis 2007 assuré en France par le laboratoire AQUAREF.
La bioindication a fait l'objet d'avancées synthétisés en 2013 par l'Onema (devenu l'OFB en 2020) dans un guide publié en 2013. Les règles d'évaluation de qualité de l'eau fixées en janvier 2010 ne s'appliquent qu'au premier cycle d'évaluation de la DCE (2010-2015). Elles vont ensuite évoluer pour le deuxième cycle DCE (2016- 2021) avec une intercalibration et une meilleure pertinence et « DCE-compatibilité » des méthodes de bioindication en intégrant les progrès de la connaissances des impacts et pressions anthropiques sur la ressource. Un ouvrage paru en 2021 récapitule les avancées scientifiques acquises en termes de bioindication après 20 années de recherche sur les outils de la DCE.
Il existe aussi de nombreux guides destinés à harmoniser le diagnostic environnemental (dont par exemple sur les procédures d'échantillonnage des plantes).